# Palmerah
Palmerah è un sottodistretto (in indonesiano: kecamatan) di Giacarta Occidentale, che a sua volta è una suddivisione di Giacarta, la capitale dell'Indonesia.

## Suddivisioni
Il sottodistretto è suddiviso in sei villaggi amministrativi (in indonesiano: kelurahan):
- Slipi
- Kota Bambu Utara
- Kota Bambu Selatan
- Jatipulo
- Palmerah
- Kemanggisan